# ТВ Свет плус
ТВ Свет плус је кабловска телевизија у Србији . Основана је 2005. године као музички програм, а од октобра 2011. емитује информативни и документарни програм. Програм емитује 10 сати дневно, на ТВ КЦН 3. Емитује забавни, информативни и документарни програм. Седиште телевизије је у Београду. Доступна је целом свету.
Ова телевизија је део телевизијске куће Коперникус чији је власник истакнути члан главног одбора Српске напредне странке Зоран Башановић. Башановић је кум Александра Вучића. Главна и одговорна уредница ове телевизије је Татјана Видојевић, истакнути члан СНС-а и бивши новинар Фокс телевизије.

## Емисије
- Вести ТВ Свет плус
- Јутро + - сваког дана у 8 ч.;
- Интервју + ;
- Недеља + - недеља у 16 ч.;
- За Београд ;
- Прича се ;
- Србија реално ;
- Угломер ;
- У замци ;
- Спорт + ;
- Моје село ;
- Премотавање :
- Истраживање истине ;
- Ауто мото магазин ;
- Здраво живо;
- Вести +.

## Мреже уСрбијикоје емитују ТВ Свет плус
- Тотал ТВ;
- СББ;
- Коперникус;
- Иком;
- Open IPTV...

## РРА
Свет плус инфо поднео је захтев за дозволу да њихов програм емитује на кабловској мрежи. 14. фебруара 2012. године, Републичка радиодифузна агенција одбила је да изда дозволу, јер је проценила да ова телевизија је директно партијски повезана и да су уредници, новинари повезани или директни чланови Српске напредне странке. Након тога телевизија је наставила да заступа интересе СНС-а у медијском програму. У складу са тим РРА је одбила да додели фреквенцију овој телевизији јер је директно прекршила Закон о радиодифузнији.